# Jake Mulraney
Jake David Mulraney (* 5. April 1996 in Dublin) ist ein irischer Fußballspieler, der bei St Patrick’s Athletic spielt.

## Karriere

### Verein
Jake Mulraney wurde im April 1996 in Dublin, der Hauptstadt der Republik Irland geboren. Mindestens im Jahr 2014 spielte er in der Jugend von Nottingham Forest in England. Im Dezember 2014 unterschrieb Mulraney einen Vertrag über 18 Monate bei den Queens Park Rangers. Nachdem er bis Oktober 2015 ohne Profieinsatz geblieben war, wurde er zunächst für einen Monat an Dagenham & Redbridge verliehen, die Leihe wurde später bis zum Januar 2016 verlängert. Für den Viertligisten absolvierte er sechs Spiele. Im März 2016 folgte eine Leihe zum Ligakonkurrenten FC Stevenage. Für diesen absolvierte er in der Saison 2015/16 ebenfalls sechs Spiele erzielte dabei aber ein Tor gegen den AFC Newport County. Ohne ein Spiel für die Queens Park Rangers absolviert zu haben, wechselte Mulraney im Juni 2016 zu Inverness Caledonian Thistle nach Schottland. Mit dem Verein gewann er 2018 den Challenge Cup im Finale gegen den FC Dumbarton. Nachdem sein Vertrag nach zwei Jahren ausgelaufen war, unterschrieb der 22-Jährige einen Vertrag bei Heart of Midlothian. Im Januar 2020 wechselte er in die Major League Soccer zu Atlanta United. Von hier ging es für ihn im Mai 2022 weiter zu Orlando City und seit Mitte Januar 2023 spielt er mittlerweile in Irland bei St Patrick’s Athletic.

### Nationalmannschaft
Jake Mulraney spielte von 2012 bis 2013 insgesamt drei Spiele für die U-17- und U-19-Altersklassen von Irland. Für die irische U-21 kam er im September und Oktober 2016 bei den letzten beiden Qualifikationsspielen zur U-21-Europameisterschaft 2017 in Polen gegen Serbien zu zwei Einwechslungen. Beide Spiele wurden verloren und die Iren verpassten die Teilnahmen an der EM. Ab 2017 kam er zu drei Einsätzen für die U-21 im Rahmen der Qualifikation zur U-21-Europameisterschaft 2019.